# Naarden

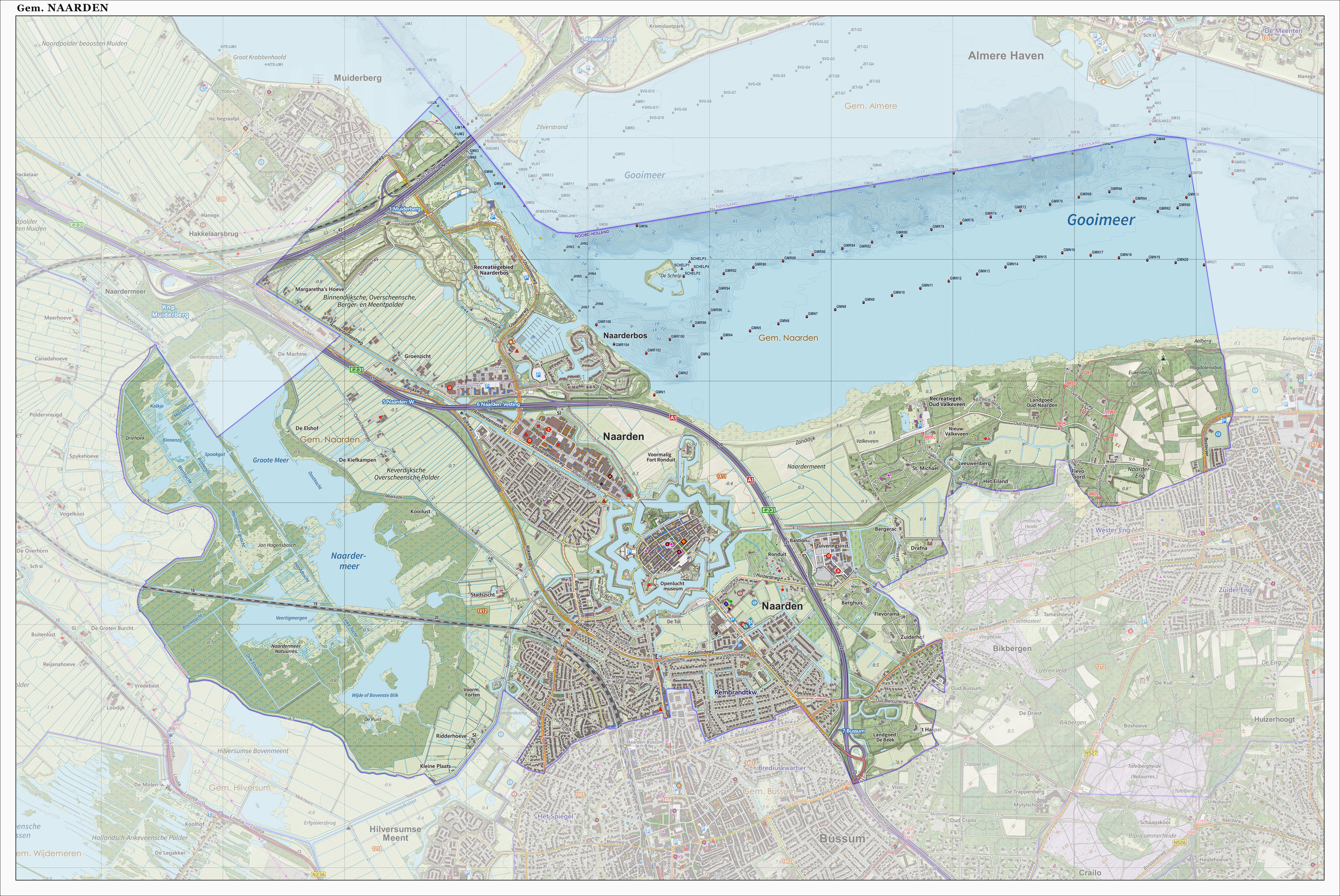
Topografische gemeentekaart van Naarden

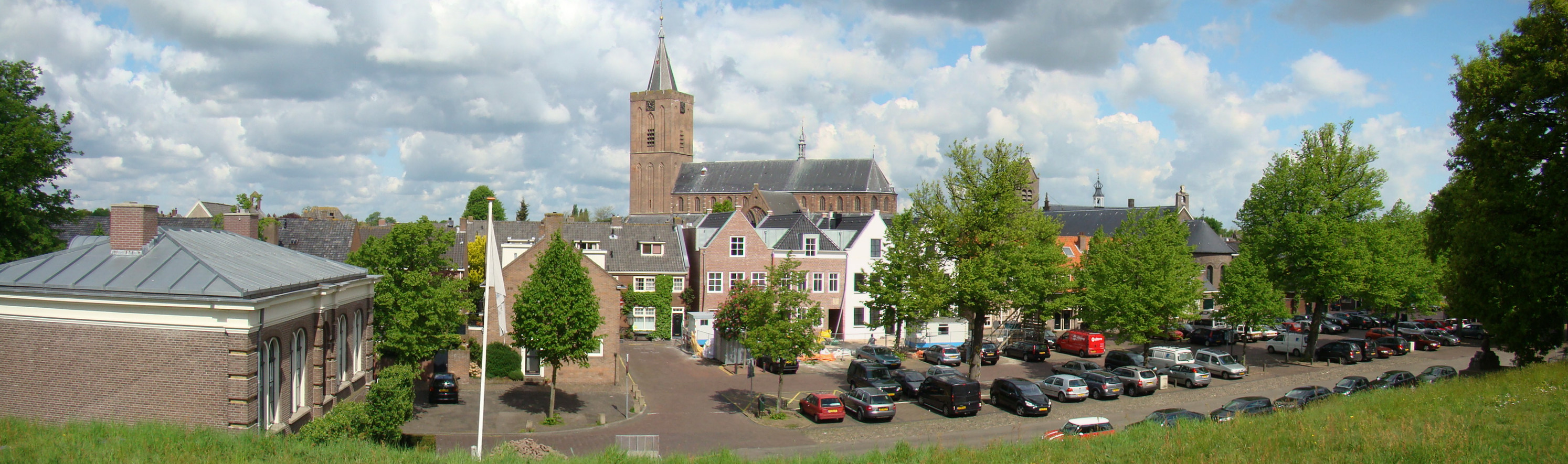
Uitzicht op Naarden

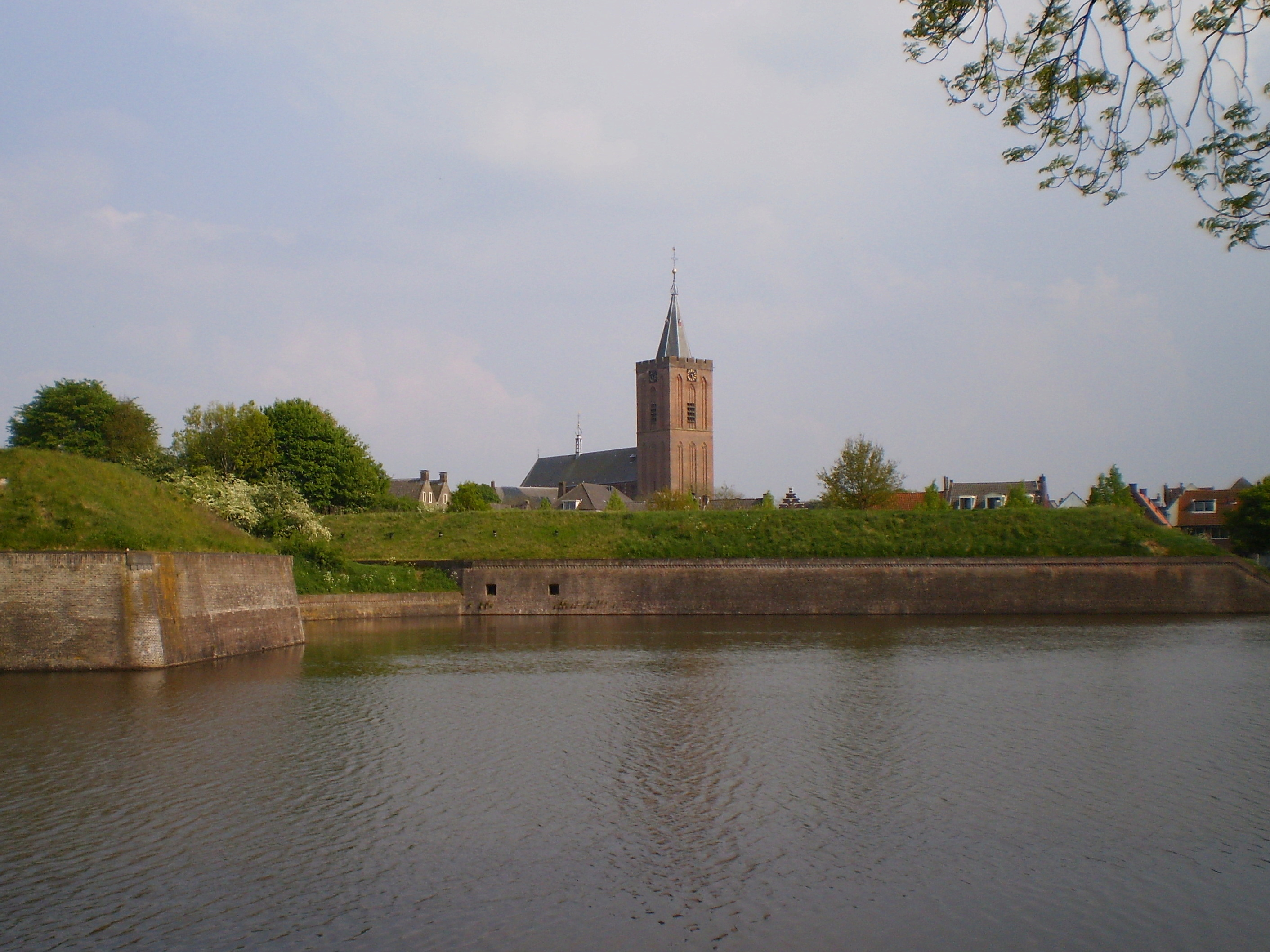
Gezicht op de Vesting Naarden

Naarden (uitspraakⓘ) is een stad en voormalige gemeente in het Gooi in de Nederlandse provincie Noord-Holland. Op 1 januari 2016 zijn de gemeentes Naarden; Bussum en Muiden samengevoegd tot de nieuwe gemeente Gooise Meren.

## Geschiedenis
Naarden heeft een lange geschiedenis, die begon rond het jaar 1000. Er is meerdere malen in oorlogen om de stad gestreden, in de Tachtigjarige oorlog (zie het Bloedbad van Naarden, 1572), in het rampjaar (zie Beleg van Naarden, 1673) en tijdens de Franse tijd (zie Beleg van Naarden, 1813).

## Bezienswaardigheden

### De vesting
Kaart van de vesting Naarden, met bezienswaardigheden.

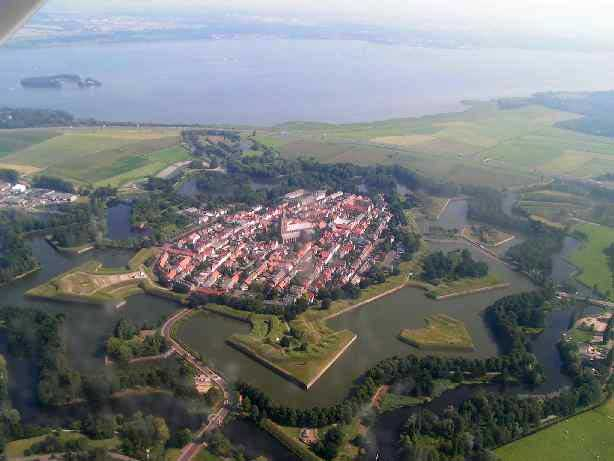
De Vesting Naarden bekeken vanuit de lucht, de stervorm is hierbij duidelijk te zien.

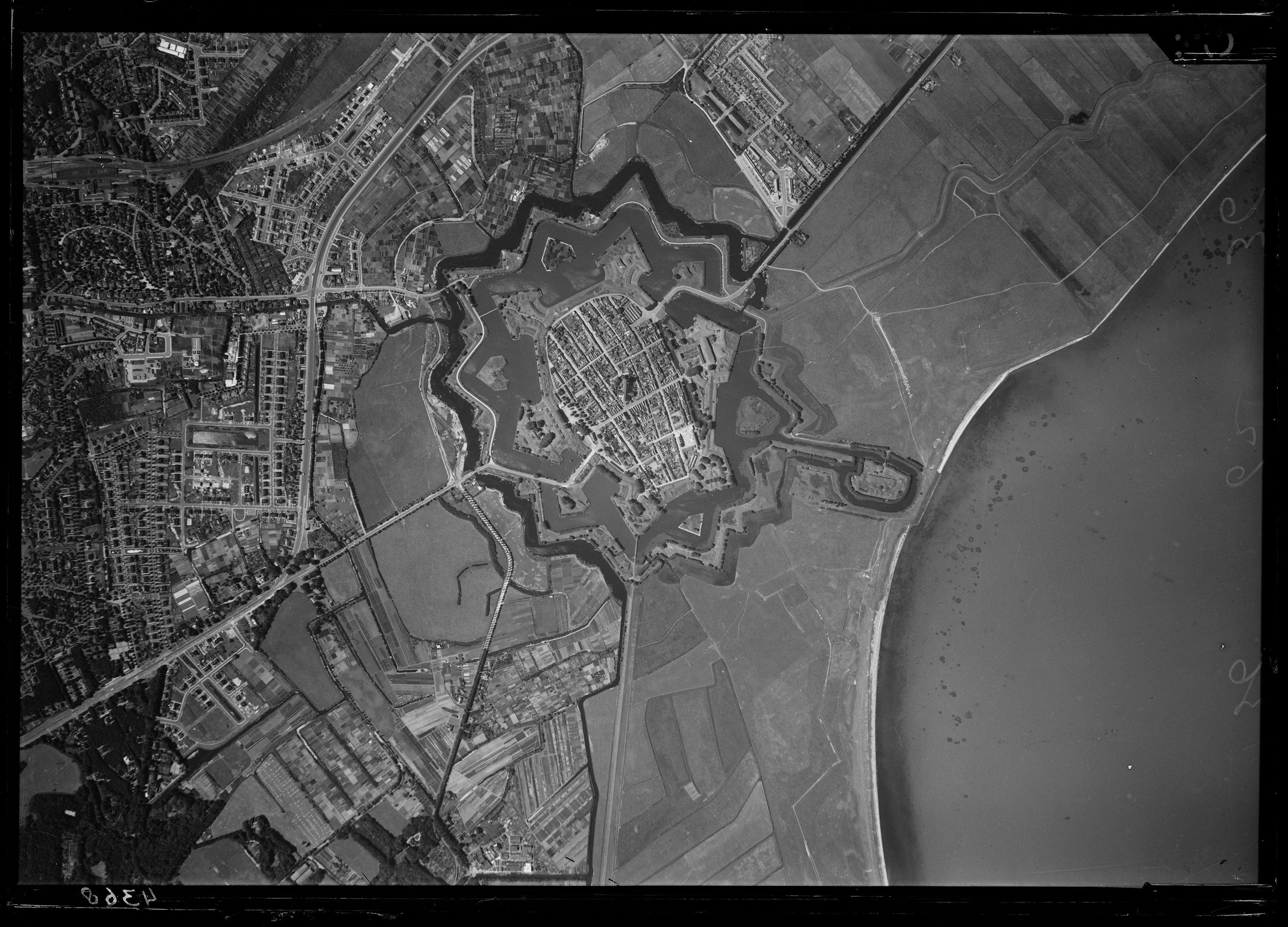
Luchtfoto van Naarden in de periode 1920-1940.

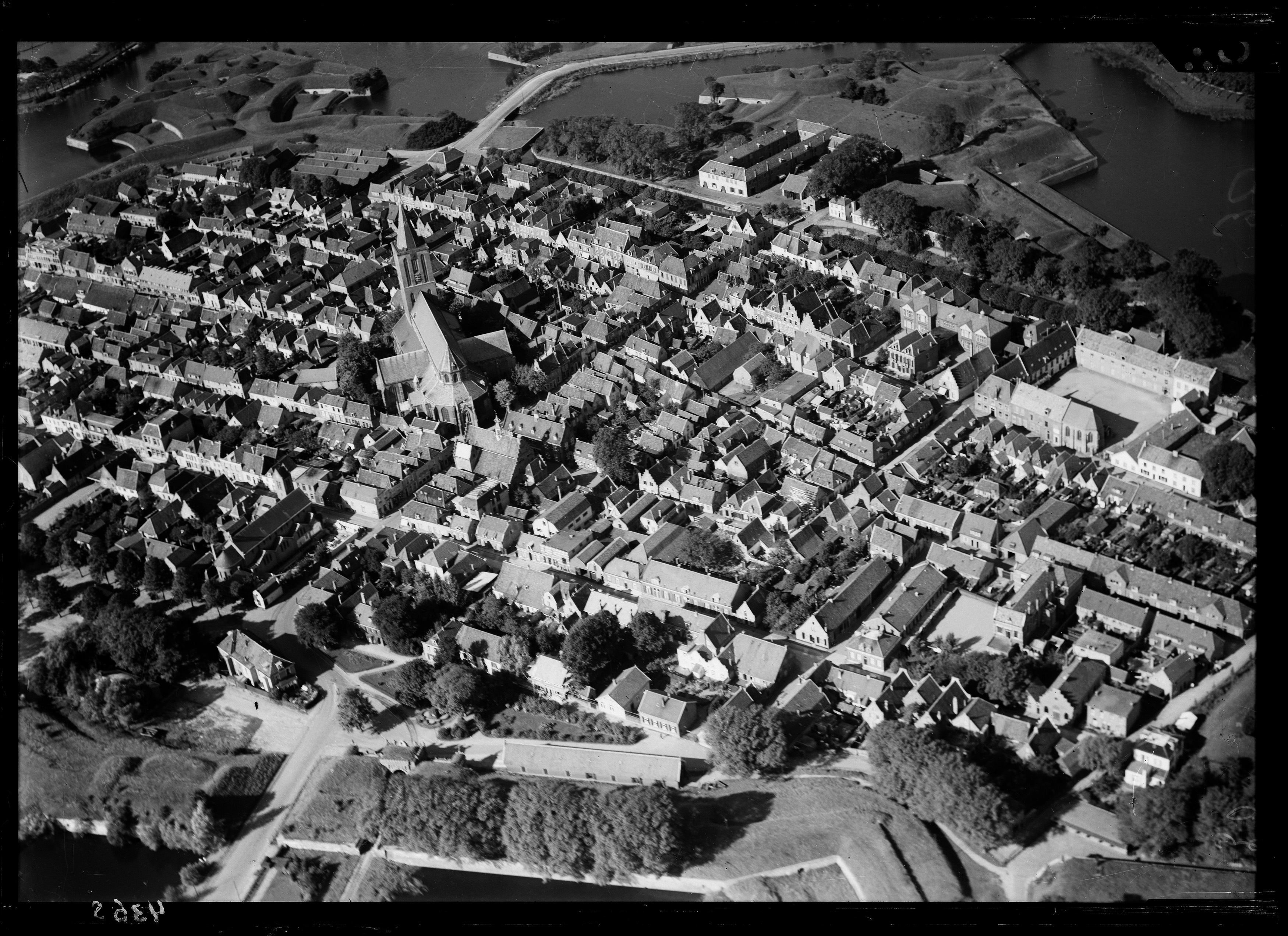
Het centrum van Naarden in de periode 1920-1940.

Naarden is een van de best bewaarde vestingsteden in Europa en vooral beroemd om zijn bijzondere en goed bewaard gebleven stervorm. De vesting heeft zes bastions, een dubbele omwalling en dubbele grachtengordel. Er is goed te wandelen over de verdedigingswerken. Ook een rondvaart rond de werken is mogelijk. De omvangrijke door Adriaen Anthonisz ontworpen vesting, waarvan nog grote delen uit de 17e eeuw aanwezig zijn, is voor het grootste deel vrij toegankelijk.
De vesting is onderdeel van de Nieuwe Hollandse Waterlinie en biedt ook onderdak aan het Nederlands Vestingmuseum in het bastion Turfpoort. Hier kan de bezoeker zien hoe een vesting er tijdens het gebruik uitzag, en verder de collectie voorwerpen van 1350 tot 1945 bekijken. Tijdens de frequente activiteiten in het museum, binnen zowel als buiten, kunnen bezoekers ook ervaren hoe het er in een vesting aan toe ging. Het Waterliniepad loopt om de vesting heen waardoor de omvang van de werken goed zichtbaar wordt. Tevens biedt de vesting onderdak aan het tweejaarlijkse, landelijke FotoFestival Naarden. De complete vesting was tot 15 januari 2016 eigendom van de Staat; na opheffing van de militaire functie zijn de delen ervan successievelijk van Defensie overgeheveld naar de portefeuille van de Rijksgebouwendienst, en vervolgens per 15 januari 2016 door de Rijksgebouwendienst overgedragen aan de Nationale Monumentenorganisatie. De vesting is een beschermd stadsgezicht.

### Grote of Sint-Vituskerk

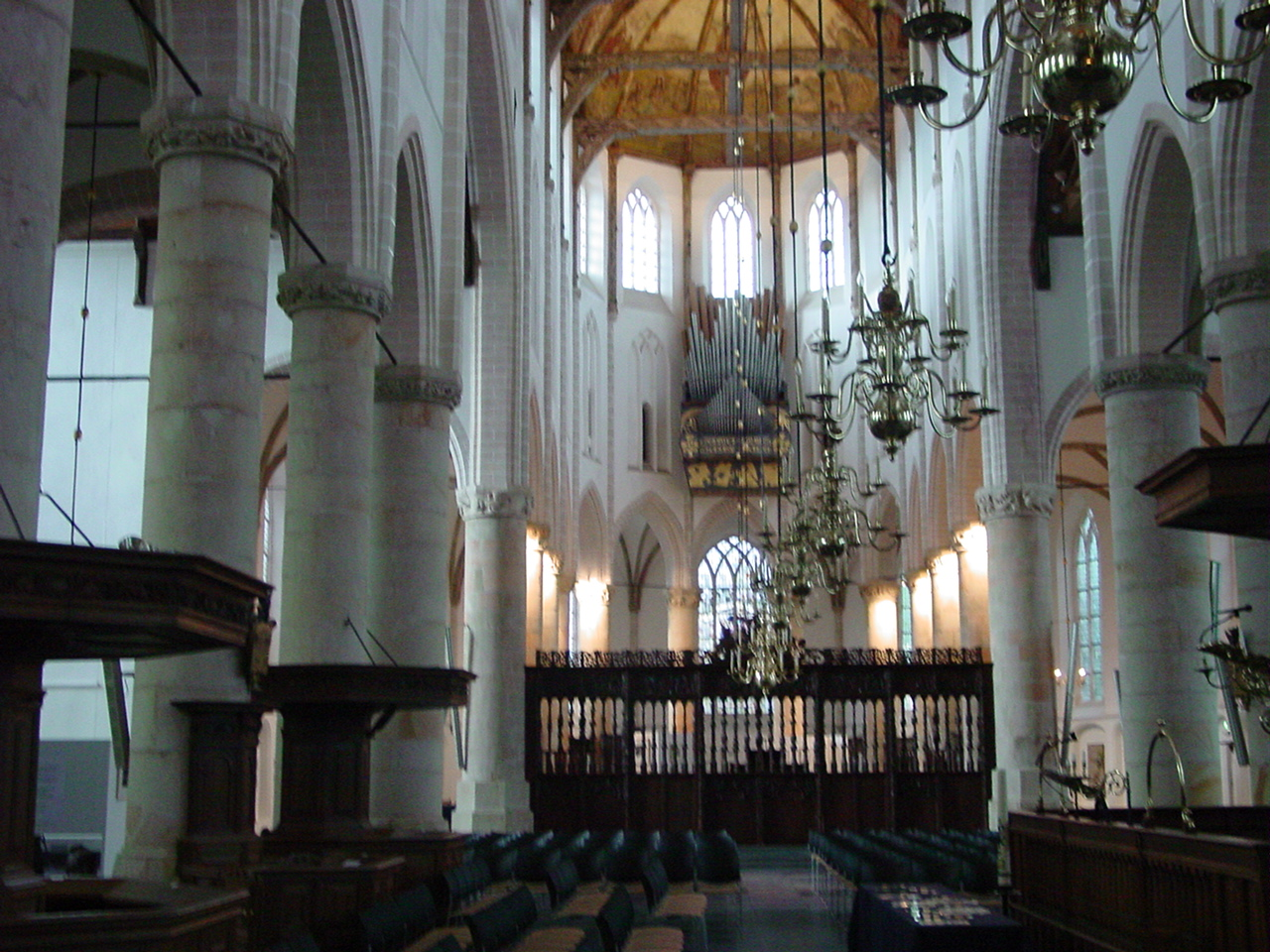
Grote of Sint-Vituskerk.

De Sint-Vituskerk is een grote, gotische basiliek uit de 14e en 15e eeuw. Eind 15e eeuw werd de kerk bedevaartsoord door het verwerven van relieken van Sint-Vitus. Sinds 1576 is de kerk hervormd. Van groot belang zijn de houten gewelven met daarop gewelfschilderingen uit de 16e eeuw. De Grote Kerk is jaarlijks op Goede Vrijdag het decor van een fameuze, de hele dag durende uitvoering van de Matthäus-Passion van Johann Sebastian Bach, georganiseerd door de Nederlandse Bachvereniging, traditioneel bezocht door onder meer leden van de regering. Deze uitvoering werd een aantal jaren ook rechtstreeks uitgezonden op TV. Elke zomer zijn er orgelconcerten in de kerk, meestal op de twee orgels (Bätz-Witte en het kleine van Flentrop). Op 22 oktober 2005 trouwden hier prins Floris en Aimée Söhngen.

### Stadspoorten
Naarden bezat van 1673 tot 1915 twee stadspoorten, namelijk de Utrechtsche Poort en de Amsterdamsche Poort. Uit defensie-overwegingen werd er naast de uit 1680 daterende en in 1877 vernieuwde Utrechtsche poort een weg (Kapitein Meyerweg) door de omwalling aangelegd. De poort bleef behouden en staat nu bekend als de Utrechtse Poort. De in 1683-1685 gebouwde Amsterdamsche Poort met het waterpoortje werd in 1915 gesloopt. In 1939 werd er richting Bussum een derde verbindingsweg door de omwalling aangelegd. In de Naardense volksmond staat deze weg bekend als De Doorbraak.

### Bastions en ravelijnen
De vesting telt zes bastions en zes ravelijnen. De bastions zijn:
- Katten (noord)
- Oranje (noordoost)
- Promers, met bomvrije kazerne (zuidoost)
- Turfpoort met vestingmuseum (zuid)
- Nieuw-Molen (west)
- Oud-Molen met Groot en Klein Arsenaal (noordwest)

### Het Spaanse Huis

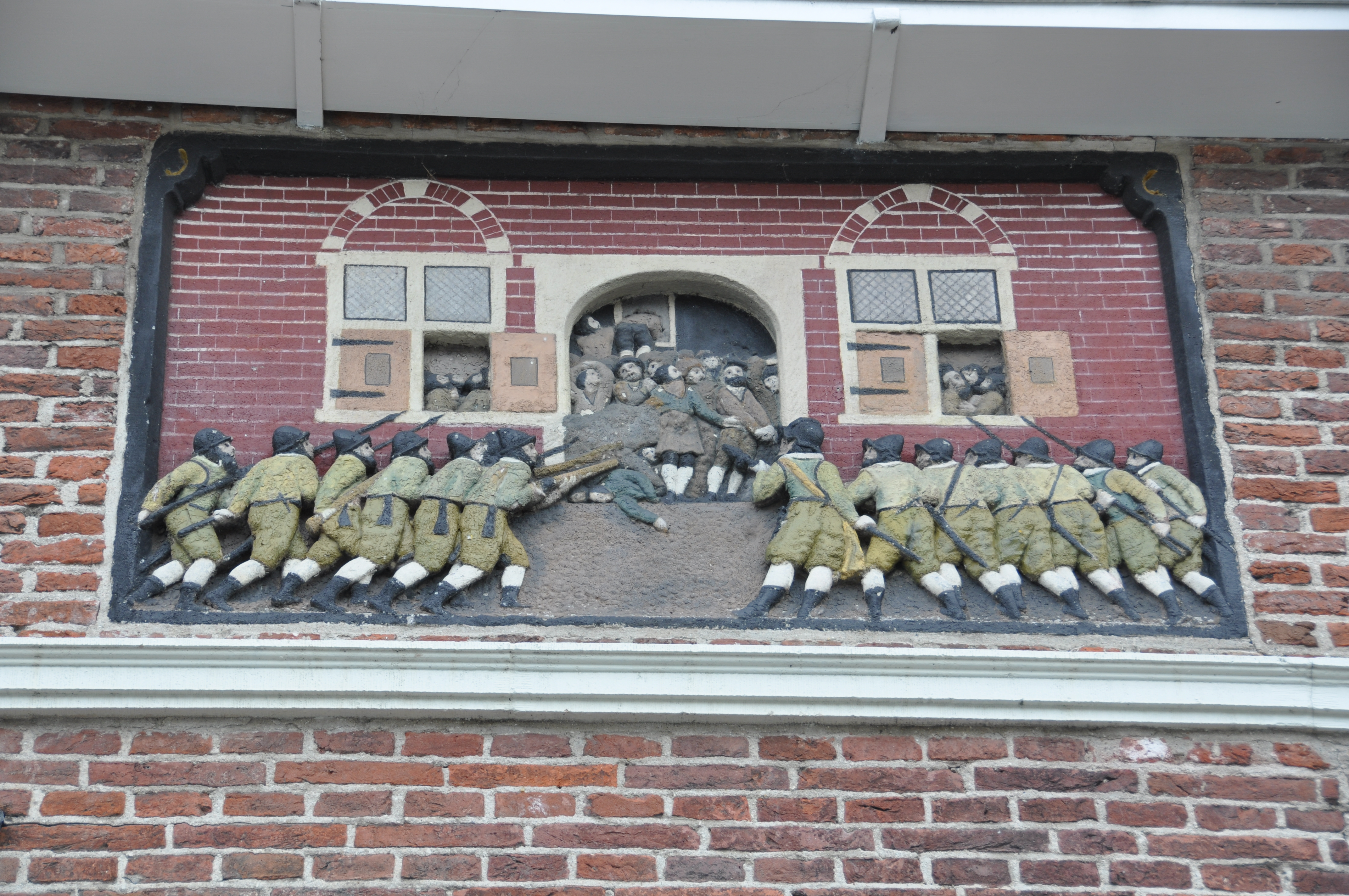
Gevelsteen die herinnert aan het Bloedbad van Naarden in 1572

Het Spaanse Huis is een van de laatst overgebleven middeleeuwse gebouwen in de stad. Vermoedelijk was het ooit een gasthuis of de kapel van een gasthuis. Tijdens de verovering van Naarden door de Spanjaarden diende het gebouw als stadhuis. Op de voorgevel zijn nog altijd twee gevelstenen aanwezig die herinneren aan de 'Spaanse Moord'. Nadien is het gebouw nog onder andere gebruikt geweest als waag, militaire bakkerij en Comeniusmuseum. Sinds 2012 is hier het Weegschaalmuseum gevestigd. Dit monument is op 15 januari 2016 overgedragen aan de Nationale Monumentenorganisatie.

### Stadhuis

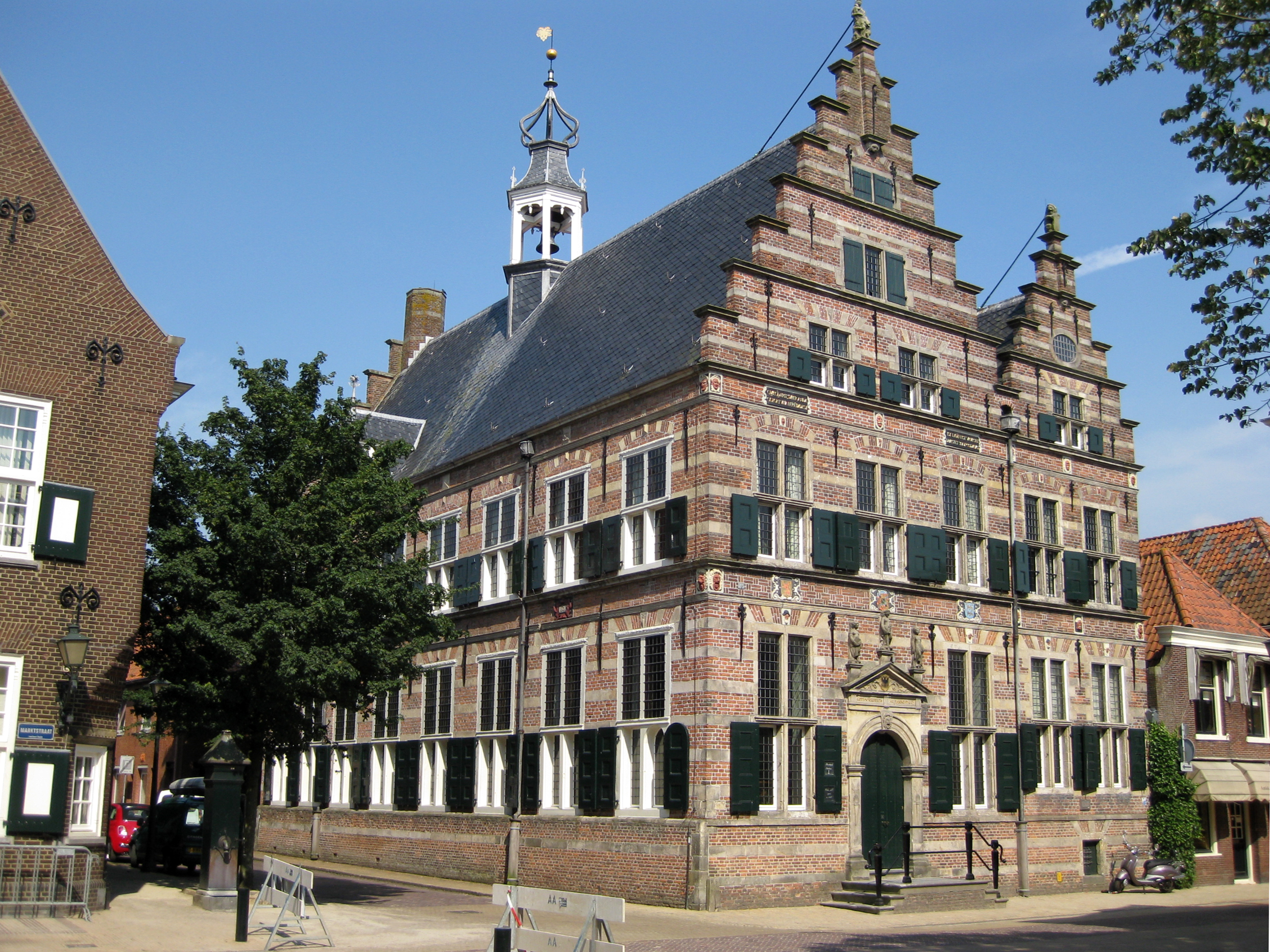
Stadhuis van Naarden.

Het stadhuis dateert uit 1601 en is een duidelijk en fraai voorbeeld van de Hollandse renaissancestijl. Heel kenmerkend aan dit gebouw is de dubbele trapgevel. Momenteel vinden er in het Stadhuis huwelijken en culturele activiteiten plaats. In de hal van het Stadhuis staat een maquette, die in één oogopslag een duidelijk overzicht van de vesting geeft.

### Naarderbos
Het Naarderbos is gelegen aan het Gooimeer tussen Muiderberg, Naarden en de A1. Het bestaat uit een recreatiegebied, golfbaan, jachthaven, woonwijk en een bedrijventerrein. De woonwijk en de jachthaven zijn in de jaren tachtig aangelegd. Gezien de ligging in het Naarderbos is de natuur zeer belangrijk, wat ook blijkt uit het feit dat de jachthaven een internationaal milieukenmerk heeft. Het recreatiegebied van honderd hectare ligt tussen het woongebied en de Hollandse brug. Het bosgebied is in de jaren 70 aangelegd en rond 2002 heringericht.

### Internationaal Theosofisch Centrum
Het Internationaal Theosofisch Centrum ligt op een landgoed in Naarden, in de bossen nabij het Gooimeer.

### Overige
- Lijst van rijksmonumenten in Naarden
- Lijst van gemeentelijke monumenten in Naarden
- Naarder Eng met daar onder andere de Eukenberg en de Aalberg.
- Comeniusmuseum
- Weegschaalmuseum
- Nederlands Vestingmuseum
- Tentoonstelling over de Oude Hollandse Waterlinie Naarden en de Waterlinies in de Gele Loods aan het Ruijsdaelplein [4]

## Comenius

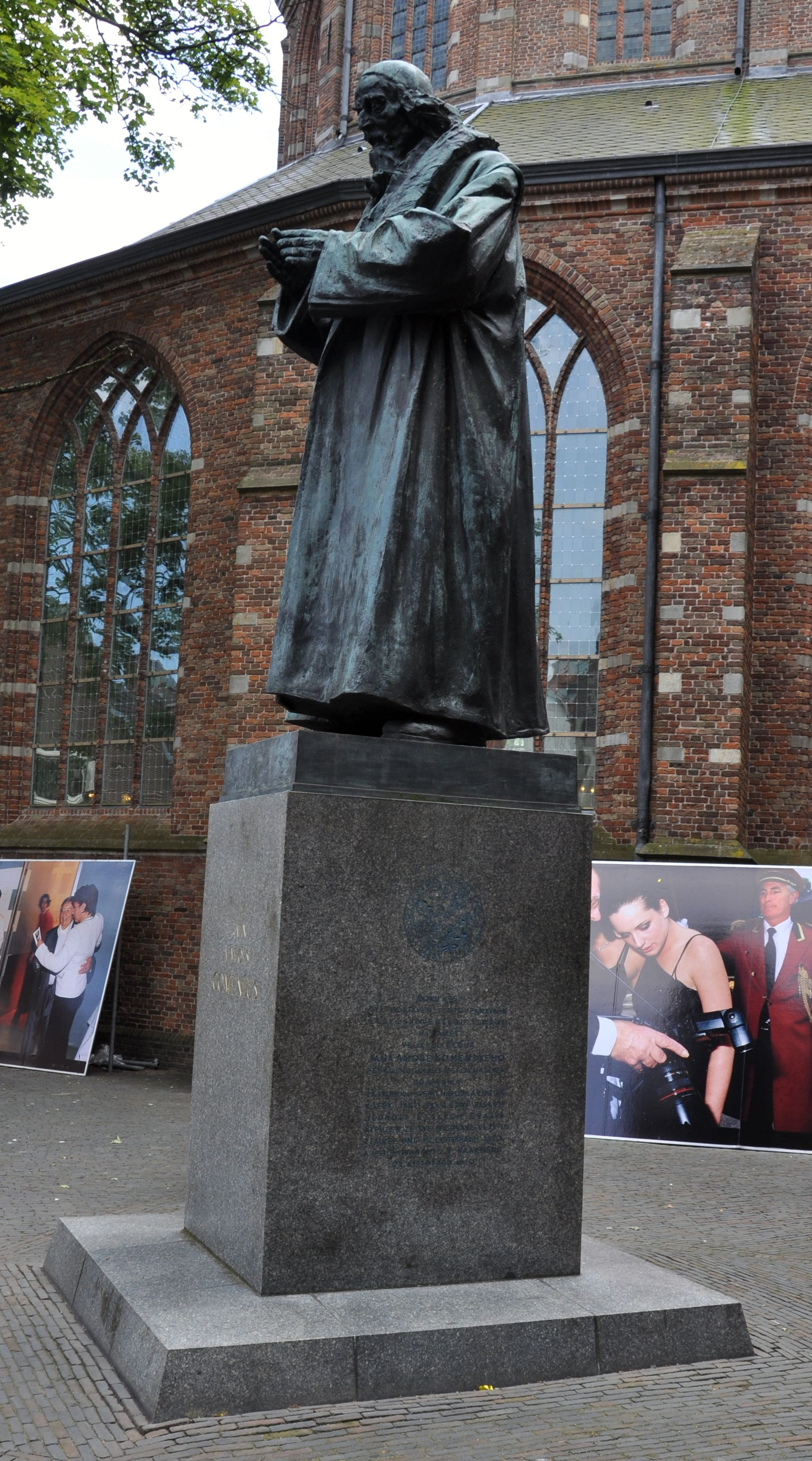
Standbeeld van Comenius bij de Sint-Vituskerk van Naarden.

De beroemde Tsjechische wijsgeer, didacticus en theoloog Jan Amos Comenius is na zijn overlijden in 1670 in Naarden begraven. Eigenlijk had Comenius in Amsterdam begraven moeten worden, maar daar was geen geld voor. De alternatieve locatie was in de Waalse kerk, een voormalige kloosterkerk te Naarden. Dit Comeniusmausoleum is voor het publiek toegankelijk. De bijzondere glas-in-loodramen zijn in de zomer van 2007 in opdracht van de Rijksgebouwendienst gerestaureerd.
In 1933 is dit mausoleum in erfpacht gegeven aan de Tsjecho-Slowaakse republiek tegen een bedrag van één gulden per jaar. Toen Hitler-Duitsland in 1939 de restanten van Tsjecho-Slowakije als Protectorat Böhmen und Mähren (= het huidige Tsjechië zonder Sudetenland) feitelijk inlijfde (Slowakije was al in 1938 afgesplitst en verdeeld), heeft de Nederlandse regering de overeenkomsten uit de openbare registers laten schrappen. Na de oorlog is de Tsjecho-Slowaakse republiek hersteld, maar is door de politieke omstandigheden de zaak zo gelaten. Uiteindelijk is in juni 1959 aan de Tsjecho-Slowaken medegedeeld dat "uit overwegingen van courtoisie" de na 1939 ontstane toestand met betrekking tot toegang en onderhoud van het mausoleum gehandhaafd zou blijven. Inmiddels zijn Tsjechië (= Bohemen en Moravië) en Slowakije weer gescheiden en is de Tsjechische regering intensief betrokken bij het mausoleum, de Slowaakse regering minder: Comenius was namelijk een Moraviër.
Naast het mausoleum is het Comeniusmuseum; voor een deel ingericht met een vaste collectie over Comenius en zijn werkgebied. Voor een ander deel zijn er wisselende tentoonstellingen.

## Galerieën en horeca
Naarden bezit binnen de vesting zes galerieën, onder meer voor moderne en Afrikaanse kunst, naast vijf antiek- en curiosawinkels. Er zijn ongeveer vijftien restaurants binnen de vesting, plus enkele cafés. Wellicht de bekendste attractie van De Vesting is Het Arsenaal, een in het voormalige arsenaal gevestigde en door ontwerper Jan des Bouvrie opgezette meubelzaak.

## Verkeer en vervoer

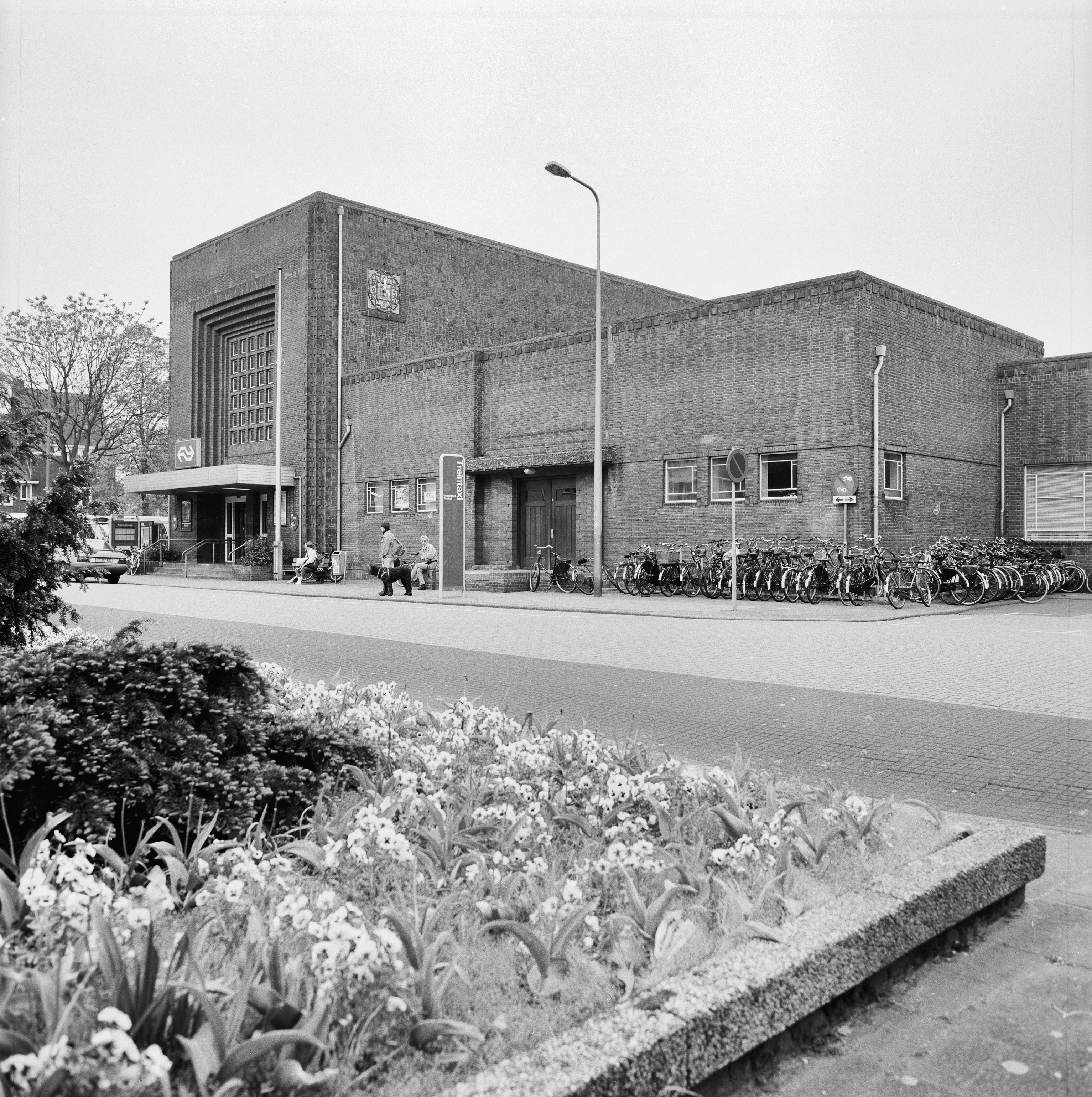
Station Naarden-Bussum, gelegen op de grens van Naarden en Bussum, aan de spoorlijn Amsterdam - Hilversum.

Sedert de 17e eeuw had Naarden een verbinding per trekschuit met Muiden - Diemen en Amsterdam over de Muidertrekvaart.

### Station Naarden-Bussum
Het Station Naarden-Bussum, gelegen op de grens van Naarden en Bussum, aan de spoorlijn Amsterdam - Hilversum werd geopend in 1874.

### Stoomtram

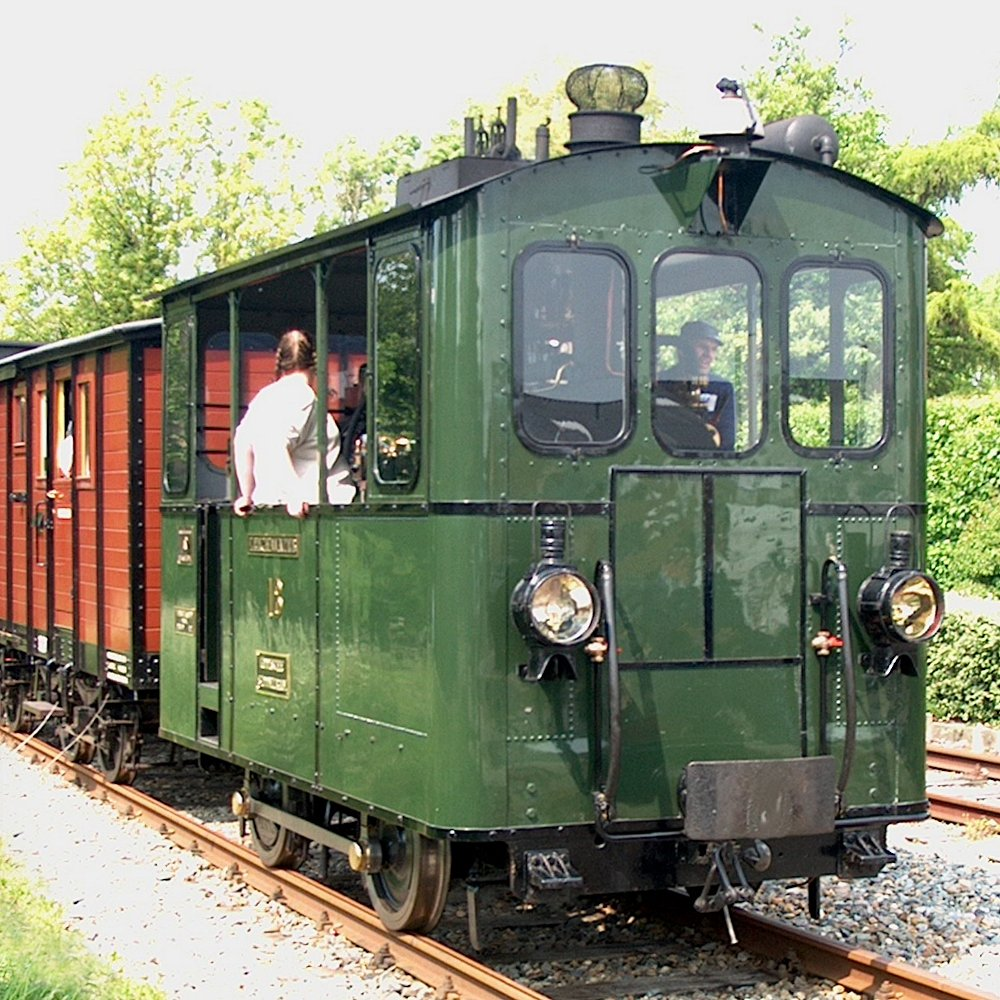
Gooische Tramloc nr. 18 bij de Museumstoomtram Hoorn-Medemblik.

Van 1881 tot 1940 had Naarden een tramverbinding met Muiden - Diemen - Station Amsterdam Weesperpoort en Laren met de Gooische Stoomtram. De trams reden door de smalle straatjes dwars door de oude vesting. Tot 1947 reed de stoomtram nog naar Bussum en Huizen. Het goederenvervoer naar de Chemische Fabriek Naarden bestond nog tot 1958. Sindsdien wordt het vervoer verzorgd door busdiensten.

### Rijksweg 1
Sinds de jaren dertig ligt langs Naarden de Rijksweg 1, waardoor het verkeer tussen Amsterdam en Amersfoort niet meer via de smalle doorgang door het stadje hoeft. Sinds 1973 loopt de A1 ten noorden van de vesting.

## Voormalige gemeente
De voormalige gemeente had een oppervlakte van 32,89 km² (waarvan 11,47 km² water) waarin 17.274 mensen woonden (31 maart 2015). De kern Naarden-Vesting is een vestingstad.

### Aangrenzende gemeenten
| Aangrenzende gemeenten | Aangrenzende gemeenten | Aangrenzende gemeenten | Aangrenzende gemeenten | Aangrenzende gemeenten |
| ---------------------- | ---------------------- | ---------------------- | ---------------------- | ---------------------- |
| Diemen en Amsterdam    |                        | Almere                 |                        |                        |
|                        |                        |                        |                        |                        |
| Amsterdam (Weesp)      | Huizen                 |                        |                        |                        |
|                        |                        |                        |                        |                        |
|                        |                        | Hilversum              |                        |                        |

### Zetelverdeling gemeenteraad
De gemeenteraad van Naarden bestond uit 17 zetels. Hieronder staat de samenstelling van de gemeenteraad van 1998 - 2015. Per 2016 is Naarden onderdeel van de fusiegemeente Gooise Meren.
| Gemeenteraadszetels | Gemeenteraadszetels | Gemeenteraadszetels | Gemeenteraadszetels | Gemeenteraadszetels | Gemeenteraadszetels | Gemeenteraadszetels |
| Partij              | 1998                | 2002                | 2006                | 2010                | 2014                |                     |
| ------------------- | ------------------- | ------------------- | ------------------- | ------------------- | ------------------- | ------------------- |
| VVD                 | 7                   | 7                   | 6                   | 6                   | 5                   |                     |
| GroenLinks          | 2                   | 3                   | 4                   | 4                   | 3                   |                     |
| CDA                 | 3                   | 4                   | 3                   | 2                   | 3                   |                     |
| PvdA                | 2                   | 3                   | 3                   | 2                   | 2                   |                     |
| D66                 | 2                   | 0                   | 1                   | 3                   | 4                   |                     |
| Naarden1990         | 1                   | -                   | -                   | -                   | -                   |                     |
| Totaal              | 17                  | 17                  | 17                  | 17                  | 17                  |                     |
| Opkomst             |                     |                     |                     | 49,26%              |                     |                     |

## Geboren

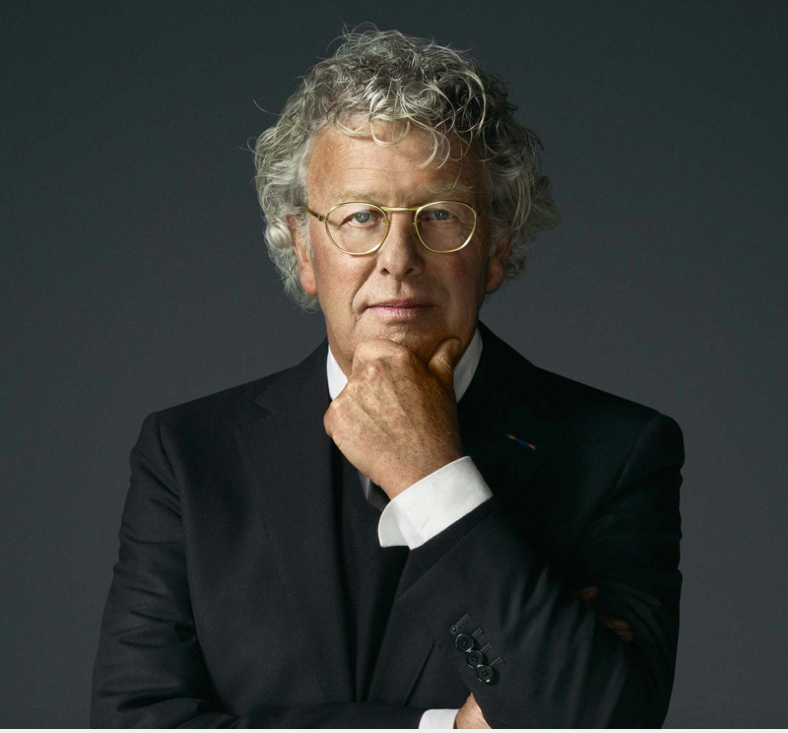
Jan des Bouvrie
geboren en overleden in Naarden (1942-2020)

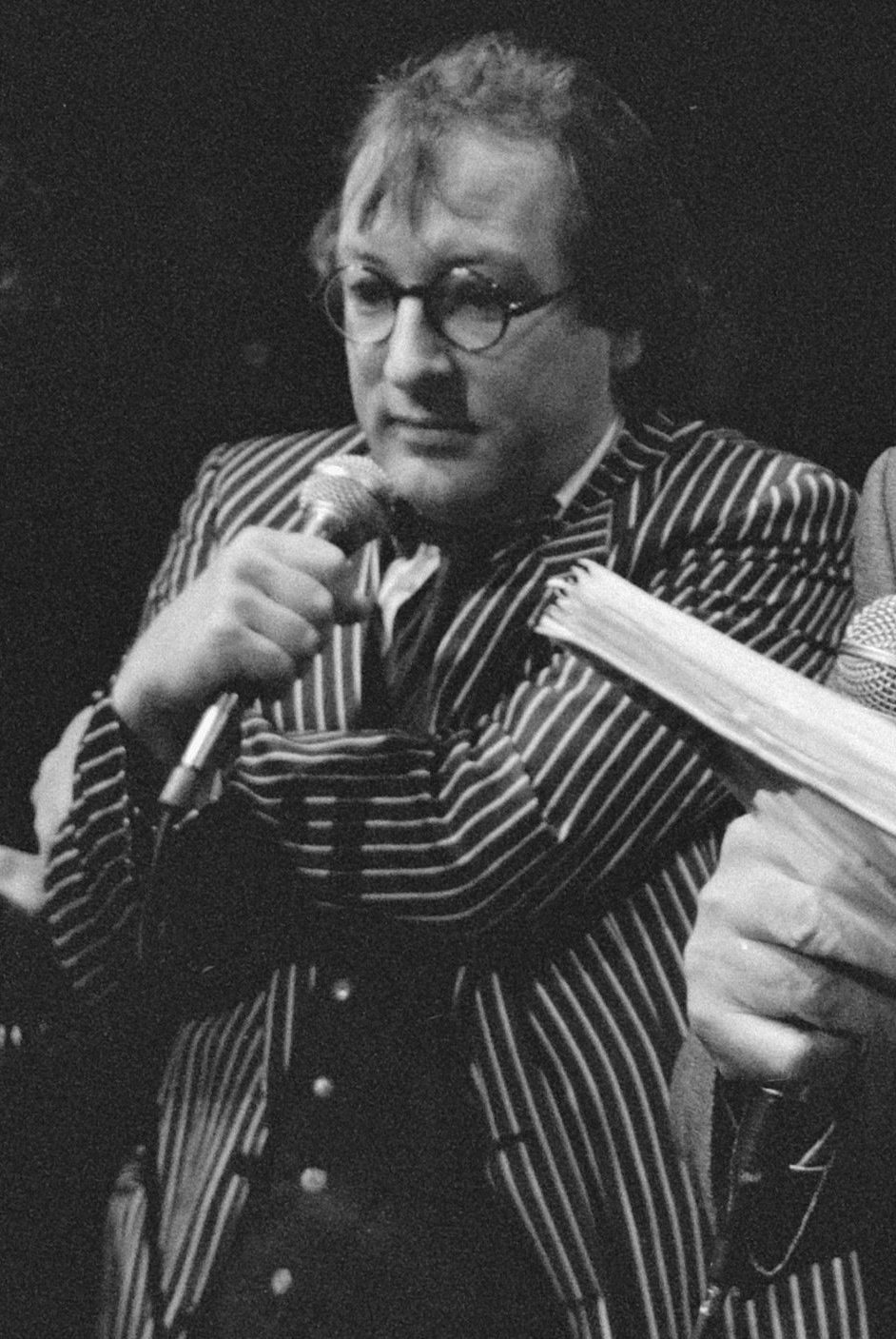
Youp van 't Hek
geboren in Naarden (1954)

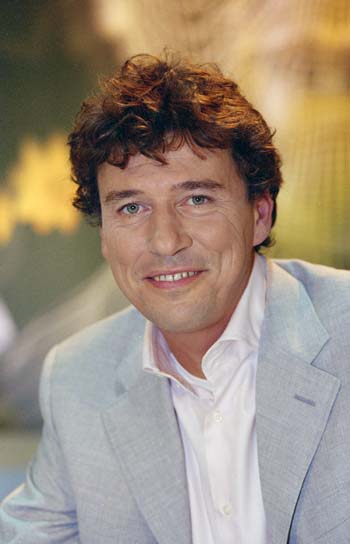
Marc Klein Essink
geboren in Naarden (1960)

- Salomon van Ruysdael (ca. 1600-1670), schilder en tekenaar
- Cornelis Johannes Kneppelhout (1778-1818), rechtsgeleerde en schrijver
- Pieter Merkus (1787-1844), gouverneur-generaal van Nederlands-Indië
- Jan Fabius (1888-1964), militair, journalist, auteur en politicus
- Willem Arondeus (1894-1943), beeldend kunstenaar, auteur en verzetsstrijder
- Arend Andries Bontekoe (1895-1945), kapitein der infanterie van het Indische leger en verzetsstrijder
- Riné Boerée (1898–1995), een van de eerste Nederlandse vrouwelijke bouwkundig ingenieurs en betonspecialiste

### 1900-1974
- Belcampo (Herman Pieter Schönfeld Wichers) (1902-1990), schrijver
- Annemiek Padt-Jansen (1921-2007), harpiste en Tweede Kamerlid
- Hans Lodeizen (1924-1950), dichter
- Ton Croiset van Uchelen (1936), bibliothecaris
- Piet van Eijsden (1936-2021), tennisser en toernooidirecteur
- Johan Oldenziel (1939), politicus
- Jan des Bouvrie (1942-2020), interieurontwerper
- Daan Lemaire (1942), glazenier en kunstschilder
- Hans Knoop (1943), journalist
- Albert Beintema (1944), bioloog en schrijver
- Monika Sauwer (1946), schrijfster
- Eric van Hemert (1950), kunstschilder en acteur
- Andries Knevel (1952), radio- en tv-presentator, theoloog en publicist
- Linda de Boer (1954), zwemster
- Youp van 't Hek (1954), cabaretier en schrijver
- Nikki van Es (1956), kunstenares
- Tom van 't Hek (1958), hockeyinternational/coach en radiopresentator
- Marc Klein Essink (1960), acteur
- Gerard Leever (1960), stripauteur
- Bart Visman (1962), componist
- Maarten de Bruijn (1965), autodesigner
- Arda Gerkens (5 juni 1965), politica
- Menno Reemeijer (1965), communicatieadviseur en radiopresentator en verslaggever
- Leontine Borsato-Ruiters (1967), televisiepresentatrice
- Petra Sijpesteijn (1971), historicus en arabist
- Tim Coronel en Tom Coronel (1972), tweelingbroers, ondernemers en autocoureurs
- Floris van den Berg (1973), filosoof

### 1975-1999
- Ralph van Raat (1978), pianist en musicoloog
- Daniël Samkalden (1979), kleinkunstenaar en zanger
- Jeroen Verhoeven (1980), voetballer
- Janna Fassaert (1981), actrice
- Bart Jan Cune (1981), nieuwslezer en radiopresentator
- Tim de Wit (1981), journalist
- Marit Slinger (1982), actrice en zangeres
- Elise Berends (1984), actrice, zangeres en docent
- Philip Huff (1984), schrijver en regisseur
- Roben Mitchell van den Dungen Bille (1985), (stem)acteur
- Floor van der Wal (1985-2011), comédienne
- Sander Kaasjager (1985), e-sporter
- Wouter Jolie (1985), hockeyer
- Tim Heijbrock (1985), roeier
- Sebastiaan Olgers (1986), honkballer
- Nordin Amrabat (1987), Nederlands-Marokkaans voetballer
- Vreneli van Helbergen (1987), actrice, costumière
- Melvin Platje (1988), voetballer
- Jord Knotter (1989), acteur
- Marlous Pieëte (1989), voetbalster
- Rivkah op het Veld (1990), sportpresentatrice
- Derk Stenvers (1991), acteur
- Josylvio (1992), Nederlands-Egyptisch rapper
- Ferry Weertman (1992), olympisch zwemkampioen

## Overleden

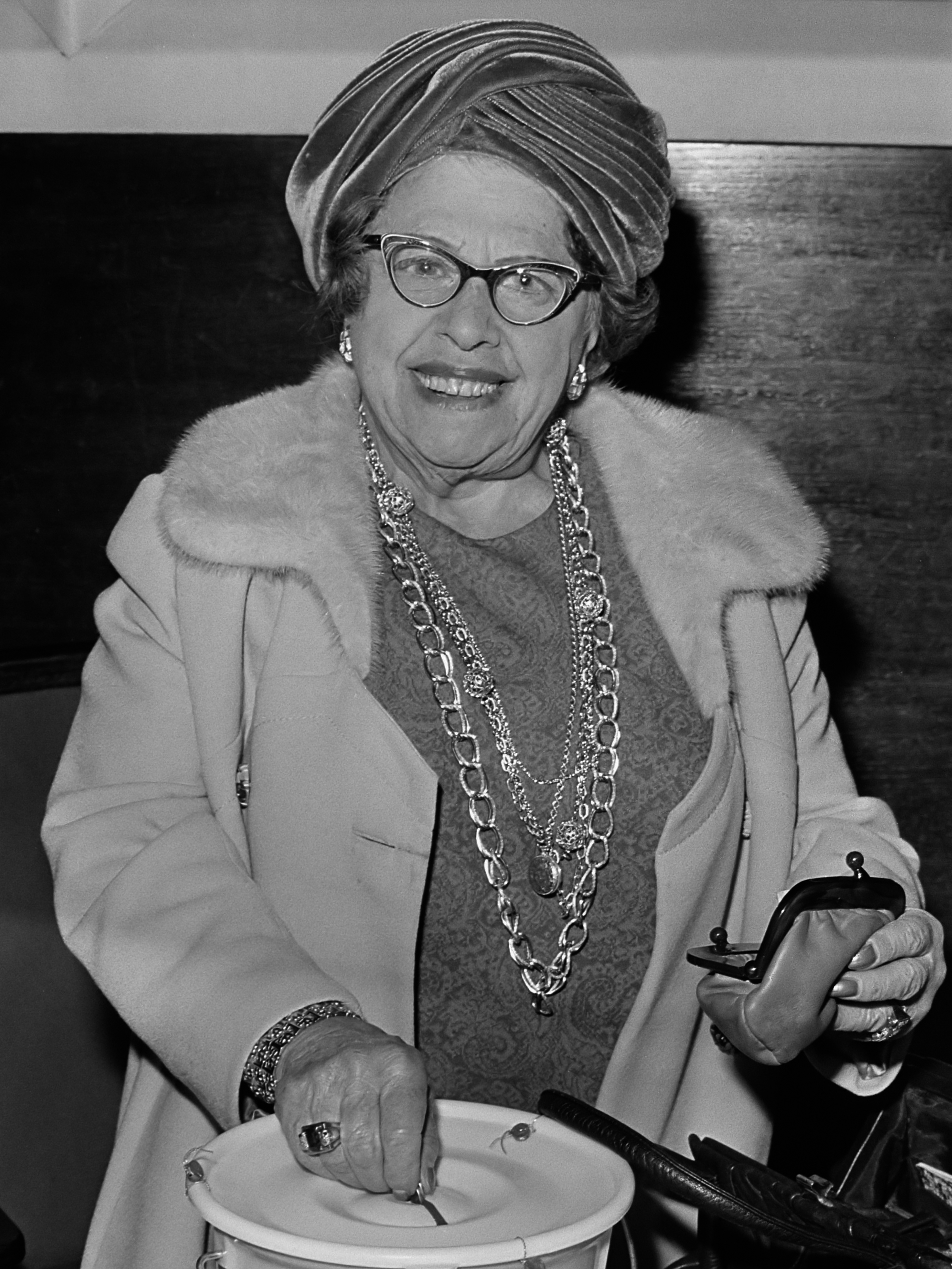
Heintje Davids
overleden in Naarden (1975)

- Charles Boissevain (1842-1927), journalist, hoofdredacteur
- Gideon Mari den Tex (1870-1916), bankdirecteur
- Geertruida van Vladeracken (1880-1947), componiste
- François Brandt (1874-1949), roeier
- Marianne Philips (1886-1951), auteur
- Evert Vermeer (Tweede Kamerlid) (1910-1960), politicus
- Harald Frederik Dudok van Heel (1893-1967), ondernemer, kolonel
- Frank Martin (componist) (1890-1974), Zwitsers componist
- Heintje Davids (1888-1975), zangeres, variétéartieste
- Johan Bothenius Lohman (1887-1977), burgemeester
- Hoyte Jolles (1886-1979), commandant van de marine
- Wilhelmina Cammel (1871-1981), eeuwelinge
- Pi Scheffer (1909-1988), componist, pedagoog en dirigent
- Teun Roothart (1922-1982), schilder en keramist
- Wim Meuleman (1910-1988), voetbalbestuurder
- Freerk Fontein (1924-1995), politicus
- Nel van Vliet (1926-2006), zwemster
- Feyo Onno Joost Sickinghe (1926-2006), industrieel en topbestuurder
- Herman van Genderen (1915-2009), bioloog en hoogleraar
- Remco Vogelzang (1959-2011), hockeyspeler
- Henk Kastein (1925-2013), politicus
- Ferry Hoogendijk (1933-2014), politicoloog, journalist en politicus
- Jan Zindel (1928-2014), radioverslaggever
- Job de Ruiter (1930-2015), jurist, advocaat, rechter, hoogleraar en politicus
- Henna Playfair (1953-2023), Surinaams-Nederlands verloskundige
- Cees van Zijtveld (1943-2024), diskjockey

## Stedenband
- Uherský Brod (Tsjechië)[5]

## Media
- Er is een eigen tweewekelijks verschijnend blad de Naarder Koerier. Na overname door Enter Media in november 2011 voortgezet als Naarder Nieuws.
- de Sky Radio Group was tot december 2016 met zijn zenders Sky Radio (vanaf 1995), Radio Veronica (vanaf 2003) en Classic FM (vanaf 1996) gevestigd te Naarden.
- De radiostations van RadioCorp 100% NL en SLAM! hebben hun studio in Naarden gevestigd. Tussen september 2013 en oktober 2016 was ook Radio 10 in Naarden gevestigd tot aan diens verkoop aan Talpa.

## Varia
- Op 10 september 2023 werd herdacht dat Naarden bevrijd werd van de Franse overheersing na het Rampjaar 1672 door Stadhouder Willem III met zijn Staatse leger, driehonderd vijftig jaar geleden.[6]
- Naarden heeft aan het Gooimeer het Naarderbos: een villawijk met eigen aanlegsteigers. In de omgeving is ook Jachthaven Naarden te vinden.
- Het Nederlands Vestingmuseum schiet op verzoek (en tegen betaling) een kanon af; vanuit het vestingmuseum zijn rondvaarten door de grachten mogelijk
- In het Ministerkwartier staat nog een wijkje met houten huizen uit de tijd dat de vesting nog van militair belang was. Ze stonden in het 'schootsveld' en konden in tijd van oorlog in het kader van de Kringenwet snel worden verwijderd.
- Het Naardermeer is het oudste natuurreservaat van Nederland.
- Naarden bezit twee Vituskerken: de Grote (oude, protestant) en de nieuwe (kleine, katholiek).
- De vesting van Naarden wordt afgebeeld samen met het hoofd van Comenius op een Tsjechisch bankbiljet van 200 kronen.
- In de Vesting Naarden zijn vele opnames geweest van de jeugdserie Bassie & Adriaan: De Diamant

## Fotogalerij

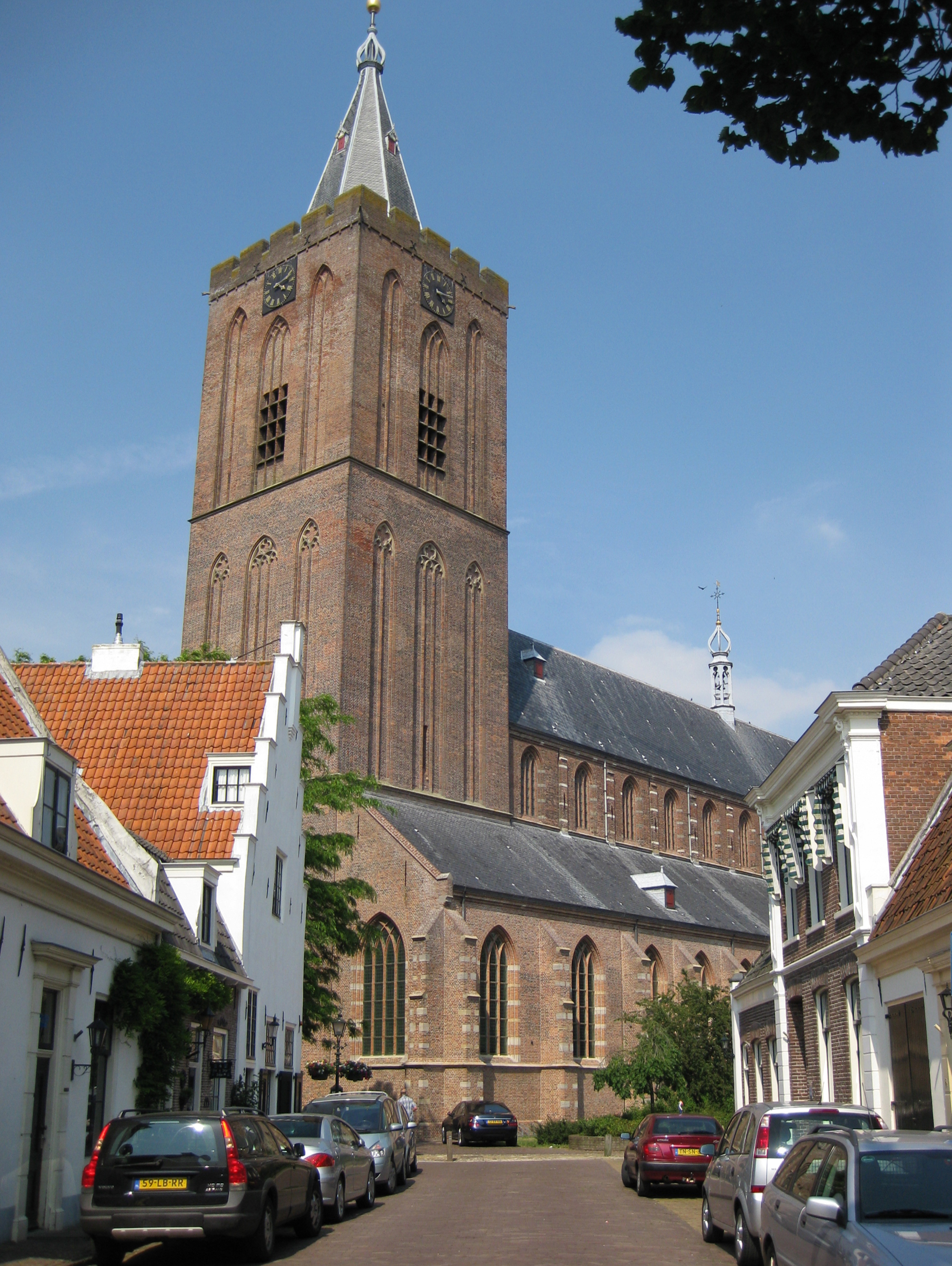
Kerk
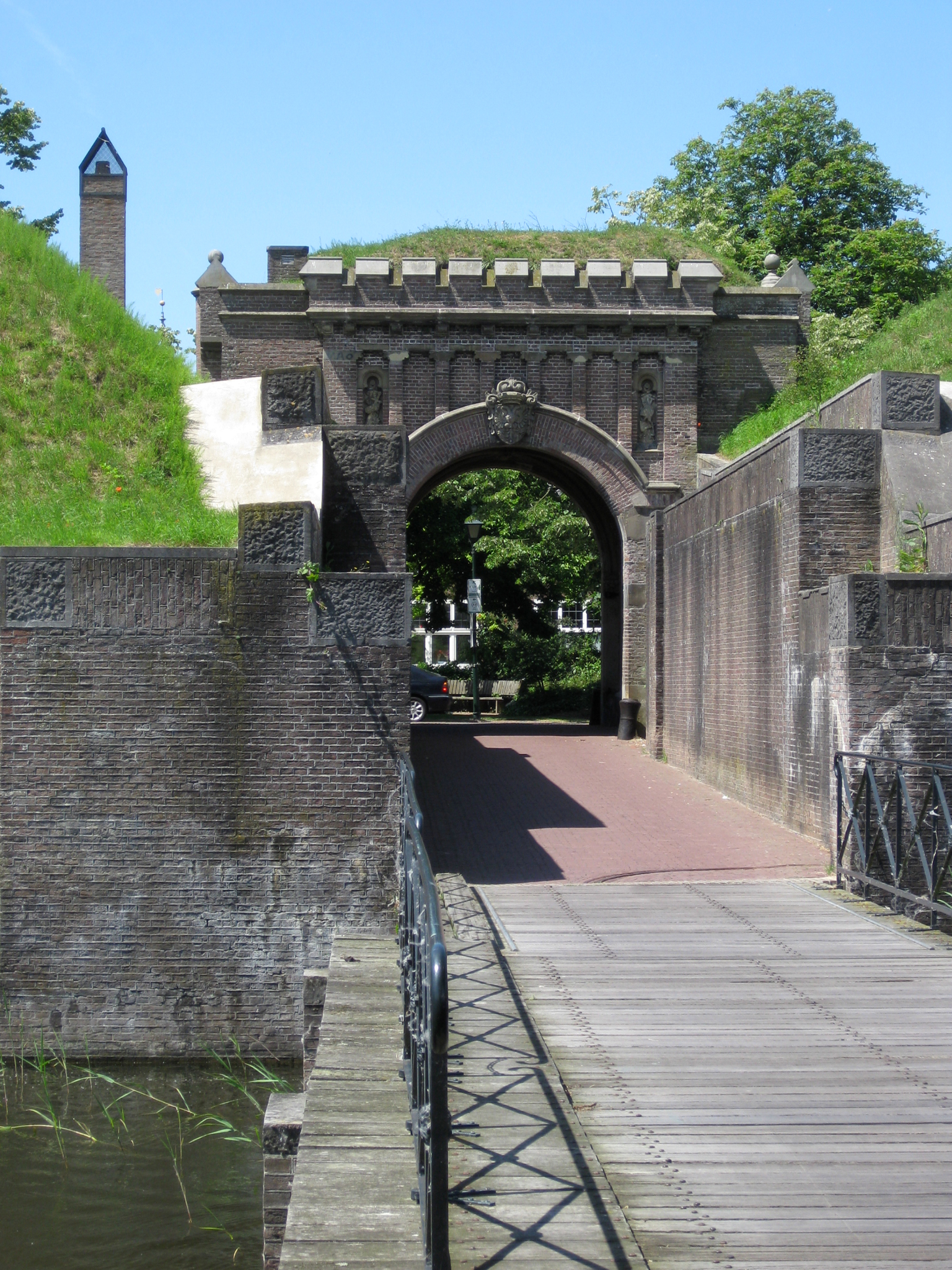
Utrechtsepoort
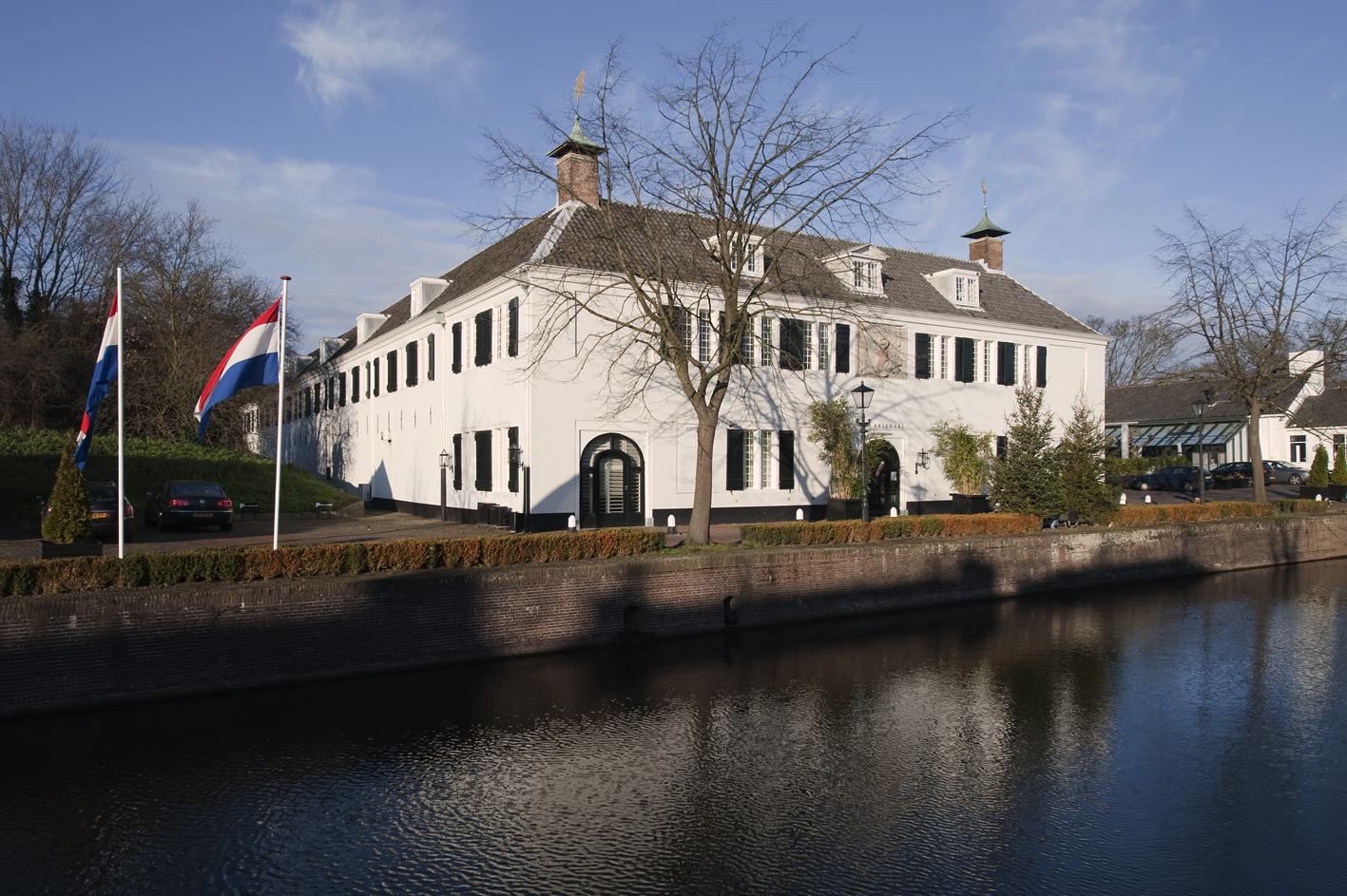
Het Arsenaal
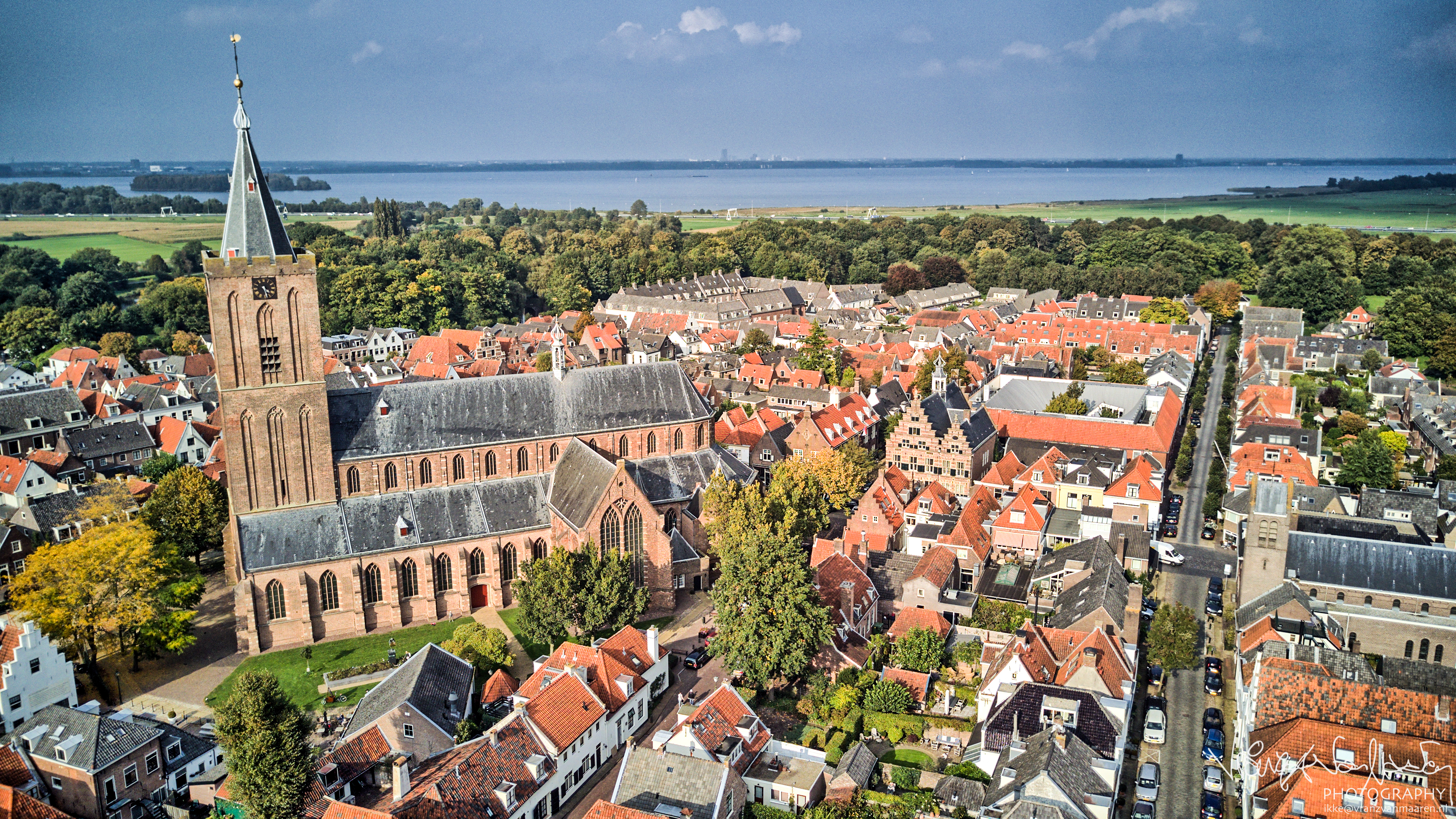
Grote Kerk, Naarden-Vesting
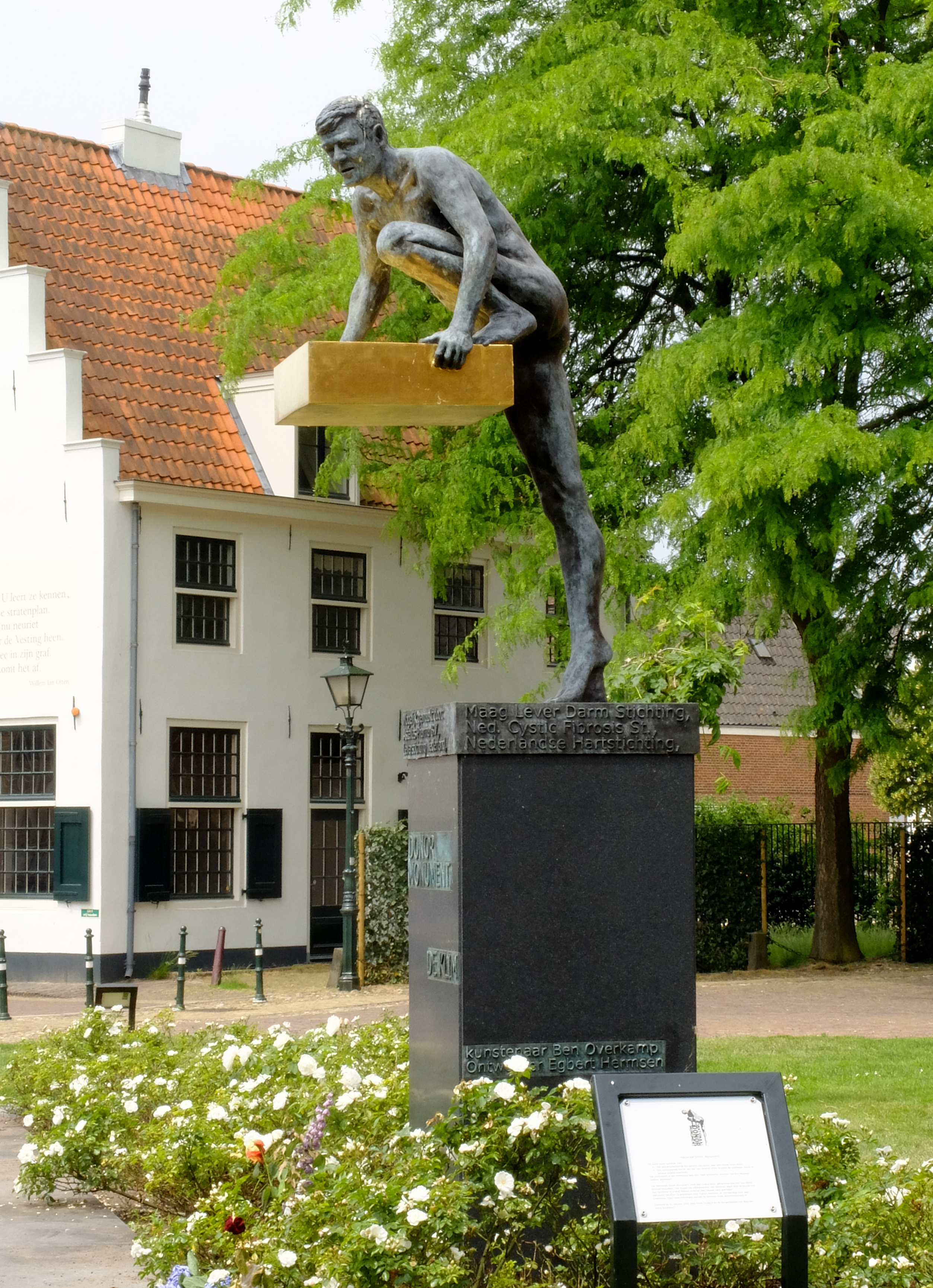
Nationaal Donor Monument bij de Grote Kerk, in 2011 onthuld